# Йонава (футбольний клуб)
«Йонава» (лит. Jonavos FK «Jonava») — литовський футбольний клуб з однойменного міста. Заснований 1991 року. Домашні матчі приймає на Центральному стадіоні Йонави.
Футбольний клуб у Йонаві був заснований ще у 1946 році як «Спартакас». Протягом всього існування 13 разів змінював назву. З 2016 року має сучасну назву. У 1991 році зі здобуттям Литвою незалежності від СРСР клуб був заново створений як литовський, тому датою заснування вважається саме 1991-й, а не 1946 рік.
Із сезону 2016 року клуб грає в А лізі Литви.

## Попередні назви
- 1946—1952 — «Спартакас»;
- 1952—1958 — «Жальгіріс»;
- 1958—1965 — «Балдінінкас»;
- 1965—1966 — «Кооператінінкас»;
- 1966—1968 — «Азотас»;
- 1968—1970 — «Статиба»;
- 1970—1972 — «Кооператінінкас»;
- 1972—1978 — «Автомобілінкас»;
- 1978—1990 — «Статиба»;
- 1990—1994 — «Азотас»;
- 1994—1996 — «Ачема-Лієтава»;
- 1996—2016 — «Лієтава»;
- з 2016 — «Йонава».

## Сезони (2010—...)

### футбольний клуб «Лієтава»
| Сезон | Рівень | Ліга       | Місце | Примітки |
| ----- | ------ | ---------- | ----- | -------- |
| 2010  | 2.     | Перша ліга | 5.    | [ 2 ]    |
| 2011  | 2.     | Перша ліга | 5.    | [ 3 ]    |
| 2012  | 2.     | Перша ліга | 1.    | [ 4 ]    |
| 2013  | 2.     | Перша ліга | 6.    | [ 5 ]    |
| 2014  | 2.     | Перша ліга | 7.    | [ 6 ]    |
| 2015  | 2.     | Перша ліга | 1.    | [ 7 ]    |
| 2016  | 1.     | А-ліга     | 6.    | [ 8 ]    |

### футбольний клуб «Йонава»
| Сезон | Рівень | Ліга       | Місце | Примітки |
| ----- | ------ | ---------- | ----- | -------- |
| 2017  | 1.     | А-ліга     | 4.    | [ 9 ]    |
| 2018  | 1.     | А-ліга     | 8.    | [ 10 ]   |
| 2019  | 2.     | Перша ліга | 9.    | [ 11 ]   |
| 2020  | 2.     | Перша ліга | 3.    | [ 12 ]   |
| 2021  | 2.     | Перша ліга | 2.    | [ 13 ]   |
| 2022  | 1.     | А-ліга     | 10.   | [ 14 ]   |